# Грубер, Михаэль
Михаэль Грубер (нем. Michael Gruber) (род. 5 декабря 1979 года в г. Шварцах, Зальцбург) — известный австрийский двоеборец, олимпийский чемпион 2006, чемпион мира.

## Спортивная карьера
Наибольших успехов Михаэль Грубер добился в командных соревнованиях, став олимпийским чемпионом в 2006 году в Турине и бронзовым призёром в 2002 году в Солт-Лейк-Сити. Лучшим результатом в личных соревнованиях является 12 место в 2006 году.
На чемпионатах мира Михаэль Грубер также завоевал две медали в командных соревнованиях: золотую - в 2003 году и бронзовую - в 2005 году. Лучшим результатом в личных соревнованиях является 5 место в спринте на чемпионате мира 2005.
На этапах Кубка мира в его активе 2 призовых места в индивидуальных соревнованиях и одна победа вместе с командой.
Завершил карьеру в 2007 году.